# 雷山県
雷山県（らいざんけん）は、中華人民共和国貴州省の黔東南ミャオ族トン族自治州の管轄下にある県。県人民政府は丹江鎮にある。ミャオ族が83％を占める。特産品は茶。国家認定の貧困県の一つである。

## 行政区画
- 鎮：丹江鎮、西江鎮、永楽鎮、郎徳鎮、大塘鎮
- 郷：望豊郷、方祥郷
- 民族郷：達地スイ族郷

## 外部リンク

ミャオ族集落・西江鎮西江村

## 交通

### 道路
- 高速道路
  - S63 凱雷高速道路